# Překlad (stavebnictví)

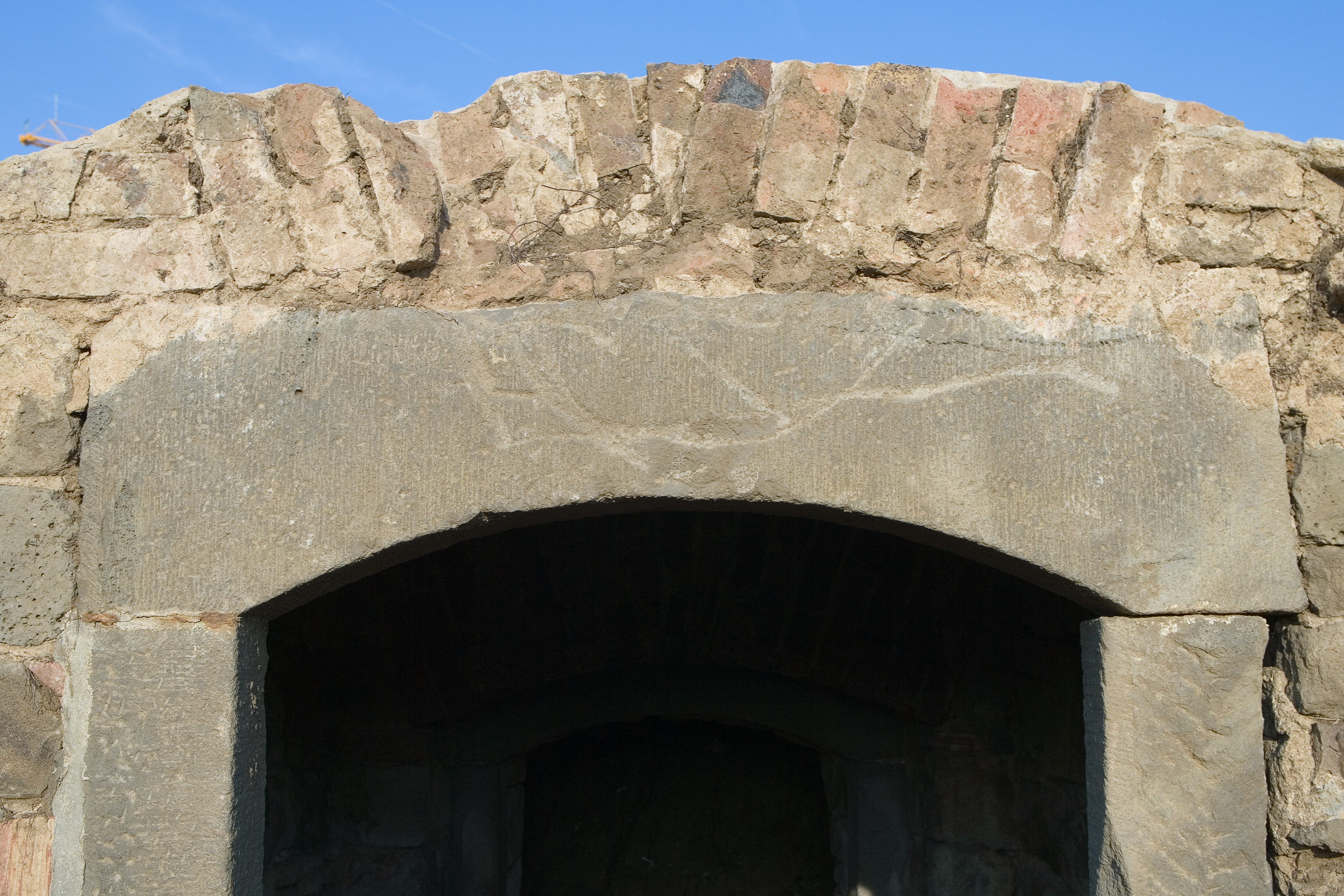
Monolitický kamenný překlad (Frankfurt nad Mohanem)

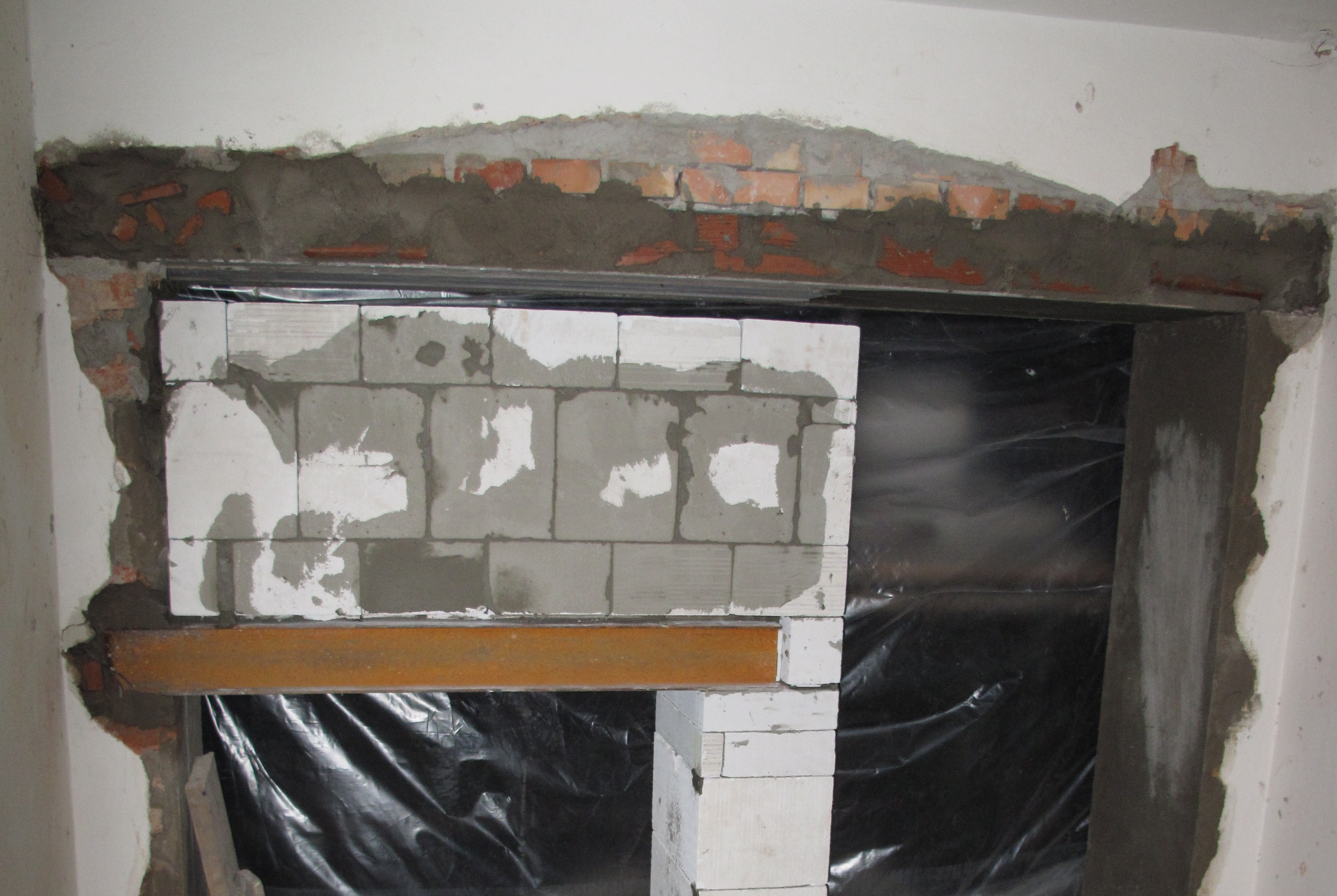
Dva překlady nad sebou

Překlad je ve stavebnictví označení pro nosný stavební prvek, který se umísťuje nad stavební otvory za účelem přenesení tlaků do zdiva.
Horní částí otvoru je nadpraží. Na nosnou konstrukci nadpraží působí zatížení, které je přenášeno od stropu do zdiva, sloupů nebo pilířů. Nosnou konstrukci nadpraží tvoří klenby nebo překlady, které mohou být buď zděné, monolitické nebo montované. Pokud jde o skladbu, u překladů se rozlišuje světlost otvoru, celková délka překladu, délka uložení překladu, výška a šířka překladu.

## Okenní překlady
Okenní překlady mohou být:
1. spojité – nad sousedními otvory probíhá průběžný překlad, který zároveň plní funkci ztužujícího věnce nebo průvlaku,
2. samostatné – to znamená, že je samostatný překlad nad každým otvorem.

Z úsporných důvodů se při větších vzdálenostech otvorů jednotlivé překlady spojují společným ztužujícím věncem s menší výškou, než je výška překladů.

## Druhy nadpraží
Překlady a nadpraží mohou mít různé tvary, mohou být z různých druhů materiálu a mohou být provedeny různými technologiemi. Zde jsou uváděny pouze vybrané charakteristické druhy:
1. Cihelná nadpraží – se již uplatňují jen ojediněle. Dříve byla nejčastějším používaným způsobem, zhotovovala se např. vyztužená páskovou ocelí nebo klenutá s rovnou spodní plochou.
2. Ocelová nadpraží z nosníků tvaru I – využívají se a používají tam, kde jsou otvory větší světlosti a kde je nadpraží více zatížené. Tato nadpraží z ocelových nosníků tvaru I se zhotovují tak, že se prvotně osadí na betonové podklady do cementové malty, ve správné poloze se ocelový nosník zajistí a poté lze postupovat dvěma způsoby:
  1. po zajištění nosníku proti překlopení se na spodní příruby osadí cihly a boky ze vyzdí z cihel na cementovou maltu. Boky se musí na čas zajistit prkny nebo fošnami staženými ocelovým drátem. Vnitřní část překladu se vybetonuje. Po zatvrdnutí betonu se pomocné bednění odstraní a překlad se omítne. Aby omítka neodpadala a lépe držela, spodní příruby se obalují drátěným pletivem. U obvodových zdí je nutno překlad opatřit tepelnou izolací,
  2. celé nosníky tvaru I se zabetonují ze všech stran, vznikne železobetonový překlad s výztuží z ocelových I nosníků. Musí se ale zhotovit podpírané bednění, do něhož se bude betonovat.
3. Prefabrikované železobetonové dílce – dnes nevyhovují kvůli tepelně izolačním předpisům, protože tepelné mosty, které jimi v konstrukcích vznikají, jsou otevřenou cestou k úniku tepla z místností.

## Galerie

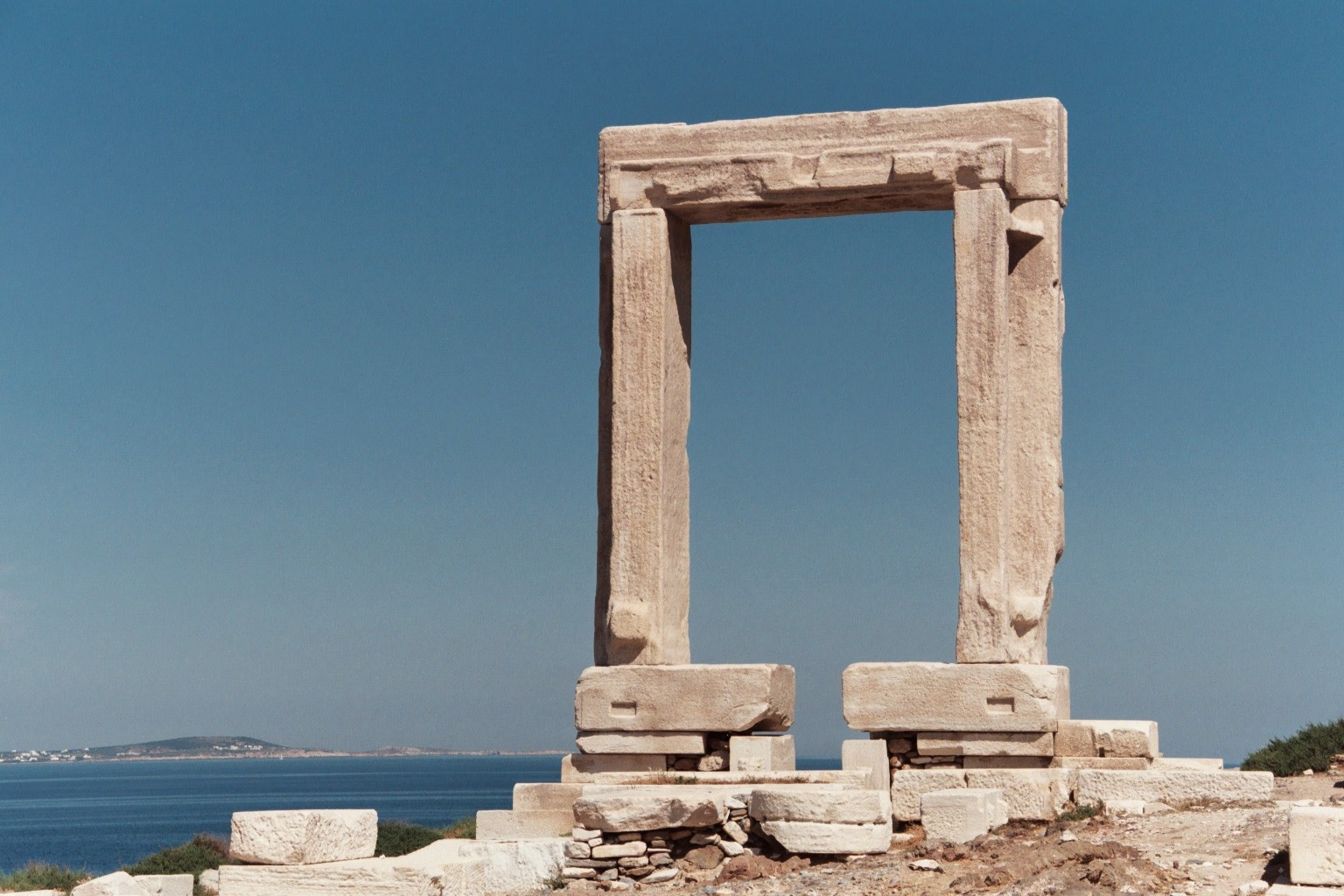
Portara (Velká brána), mramor, Naxos
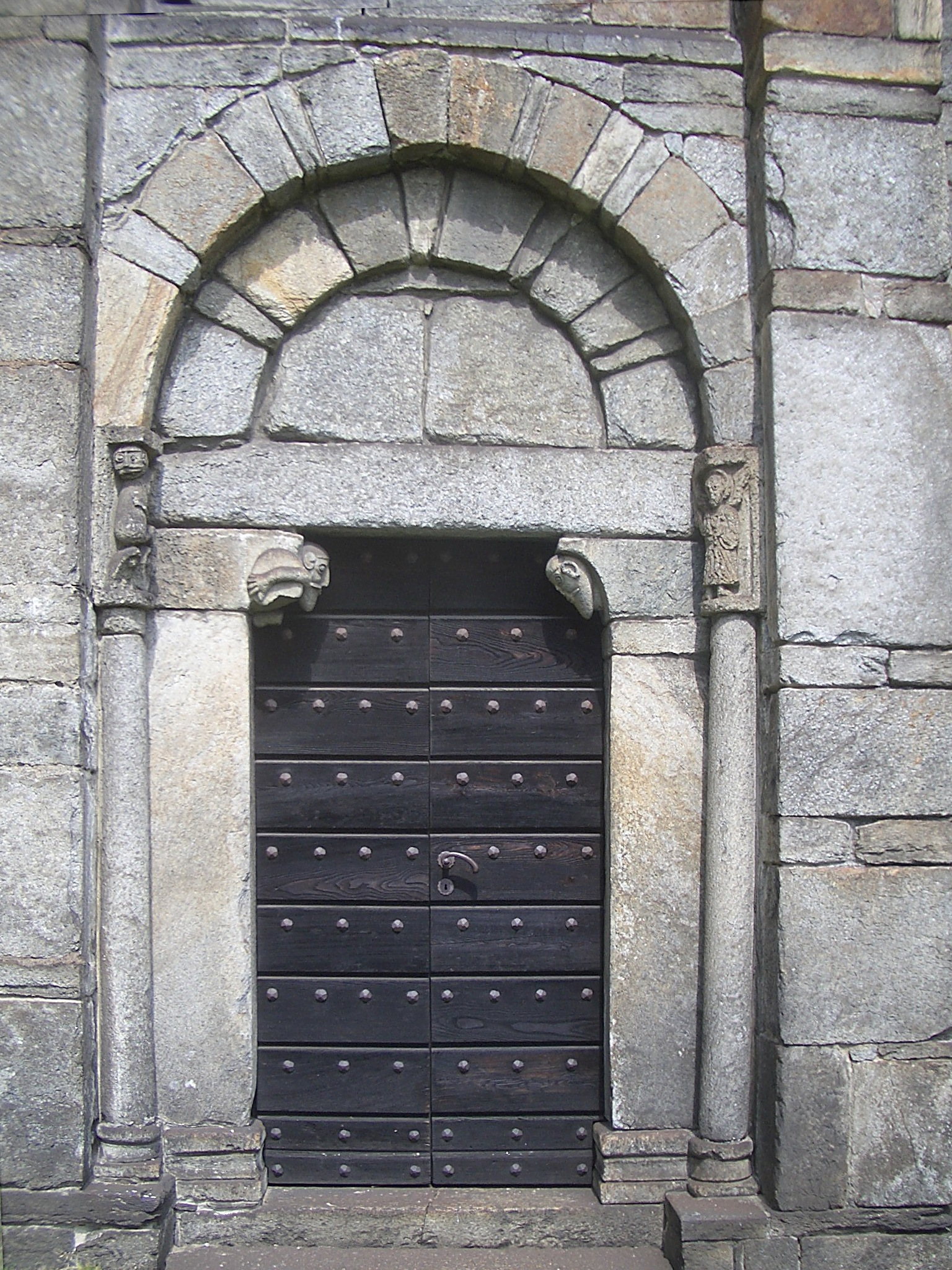
Překlad s překryvným obloukem (románský kostel, Ticino, 12. století)
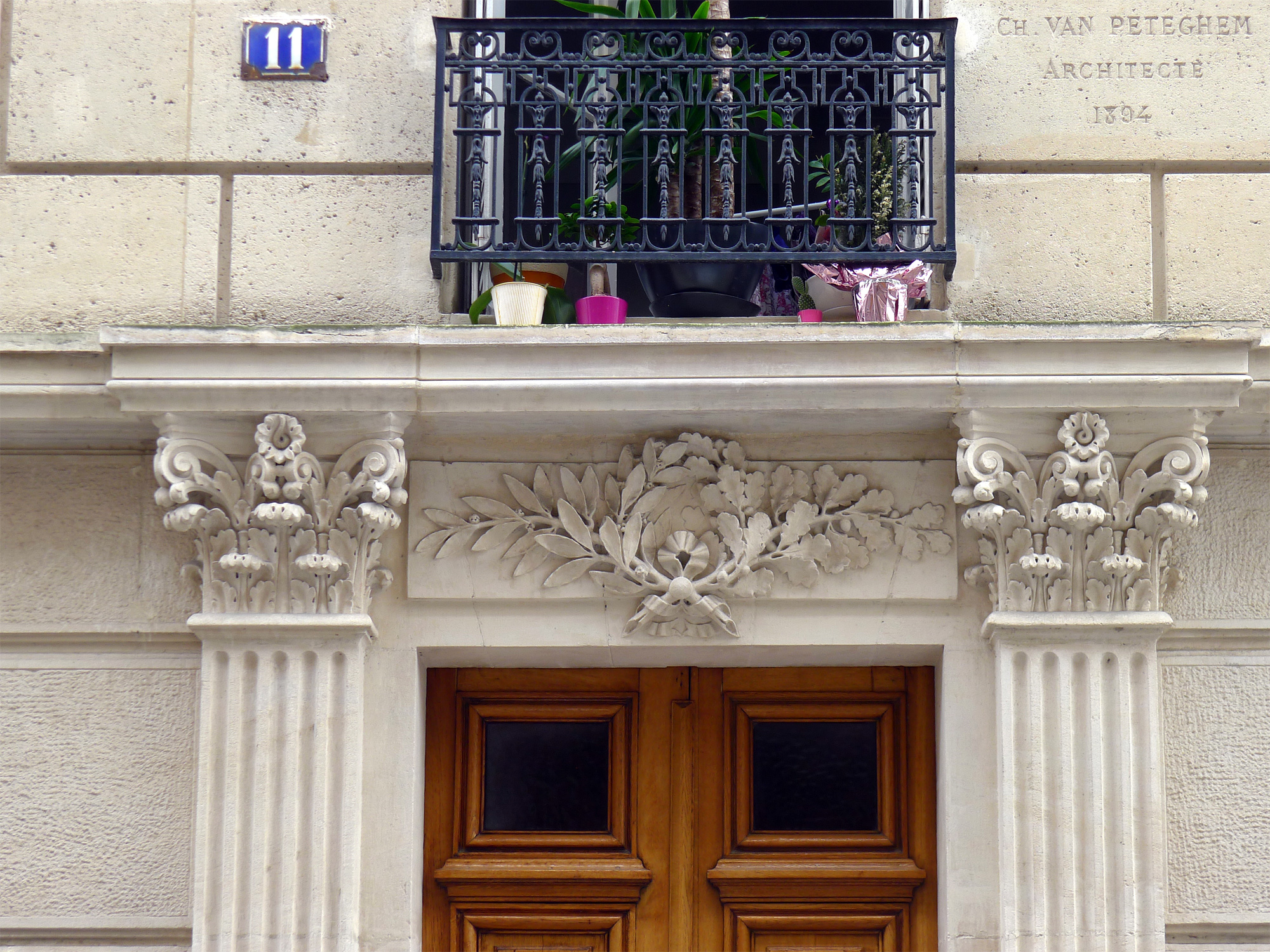
Překlad nad dveřmi, Paříž
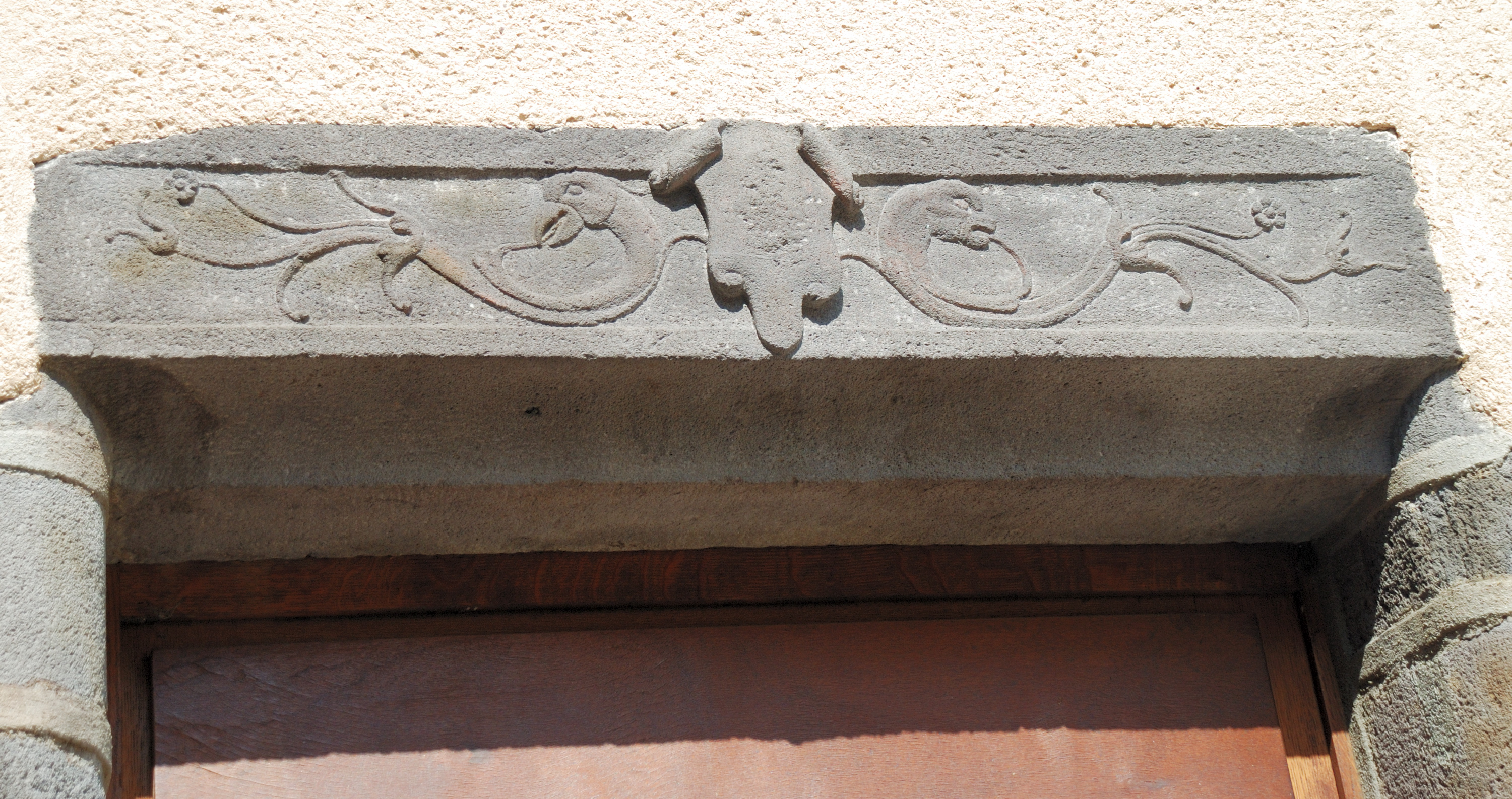
Kamenný překlad, Clermont-Ferrand